# اچ‌ام‌ای‌اس هورشم
اچ‌ام‌ای‌اس هورشم (به انگلیسی: HMAS Horsham) یک کشتی بود که طول آن ۱۸۶ فوت (۵۷ متر) بود. این کشتی در سال ۱۹۴۲ ساخته شد.